# Сенишкий Брег
Сенишкий Брег (словен. Seniški Breg) — розсіяне поселення на пагорбах над Авче в общині Канал, Регіон Горишка, Словенія. Висота над рівнем моря: 357 м.